# Parecis
Parecis är en kommun i Brasilien.   Den ligger i delstaten Rondônia, i den centrala delen av landet, 1 500 km väster om huvudstaden Brasília. Antalet invånare är 4 810.
Omgivningarna runt Parecis är huvudsakligen savann. Trakten runt Parecis är nära nog obefolkad, med mindre än två invånare per kvadratkilometer.